# Ian Jones
Ian Donald Jones (Whangarei, 17 de abril de 1967) es un exjugador neozelandés de rugby que se desempeñaba como segunda línea. Representó a los All Blacks de 1990 a 1999.
Jones es considerado el mejor segunda línea de los años 1990, junto al australiano John Eales. En 2020 fue elegido integrante de los All Blacks de todos los tiempos.

## Biografía
Actualmente trabaja como presentador de rugby para Sky Sports y en 2010 se le otorgó la Orden del Mérito de Nueva Zelanda por sus servicios deportivos.

## Selección nacional
Alex Wyllie lo convocó al seleccionado por primera vez, para enfrentar al XV del Cardo en junio de 1990 y rápidamente lo hizo titular indiscutido. Jones jugó 75 partidos desde el inicio, de sus 79 totales y marcó nueve tries.

### Participaciones en Copas del Mundo
Wyllie lo llevó a Inglaterra 1991 y jugó todos los partidos, en Sudáfrica 1995 mantuvo su indisputable titularidad bajo Laurie Mains e ingresó al equipo ideal del mundial, y en Gales 1999 John Hart lo hizo suplente de Norm Maxwell. Jones se retiró internacionalmente aquí, contra Escocia en cuartos de final.
| Mundial                       | Sede       | Resultado     | PJ | Tries |
| ----------------------------- | ---------- | ------------- | -- | ----- |
| Copa Mundial de Rugby de 1991 | Inglaterra | Tercer puesto | 6  | 0     |
| Copa Mundial de Rugby de 1995 | Sudáfrica  | Subcampeón    | 5  | 0     |
| Copa Mundial de Rugby de 1999 | Gales      | Cuarto puesto | 2  | 0     |

## Estilo de juego
Pese a no tener mucho peso ni una agresividad intimidante, Jones es considerado uno de los mejores segunda líneas de la historia y su limitada fuerza era contrarrestada por su compañero; mayormente fue Gary Whetton y luego Robin Brooke en los All Blacks. Sobresalió por su habilidad en los line-outs, siendo denominado el mejor de su época; donde ganaba casi siempre, tanto los propios como los ajenos, gracias a un potente salto y una impresionante intuición de ubicación.

## Palmarés
- Campeón de The Rugby Championship de 1996 y 1997.